# Târgu Jiu
Târgu Jiu (pronunciació en romanès: [ˌtɨrɡu ˈʒiw]) és la capital del comtat de Gorj a la regió d'Oltènia a Romania. Està situat a la zona Sud Sub-Carpats, a la vora del riu Jiu. Vuit localitats són administrats per la ciutat: Bârsești, Drăgoieni, Iezureni, Polata, Preajba Mare, Romanești, Slobozia i Ursați.

## Història

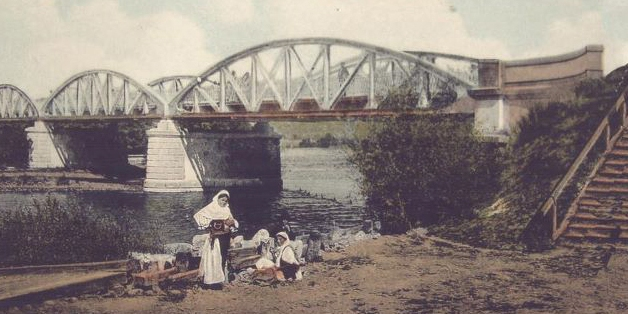
Jiu Pont en el tombant del segle 20.

La ciutat pren el seu nom del riu Jiu, que corre a través d'ella. En l'antiguitat, hi havia un poble daci al voltant de la ubicació de l'actual ciutat envoltada de boscos. Després de les conquestes romanes d'Oltènia (101-102), unitats militars estaven estacionats al voltant de les carreteres que connectaven diferents rutes en el temps. Durant l'excavació de Târgu Jiu - Rovinari, mosaics, monedes, ceràmica i maons romans s'han trobat a la part sud-est de la ciutat. Aquests antics testimonis donen suport a la idea que Târgu Jiu va ser una ciutat comercial (un vicus) durant l'⁣Imperi Romà. Una ruta molt important que connecta el Danubi a Transsilvània discorre a través de la ciutat, de manera que els historiadors creuen que part de l'exèrcit romà sota Trajà va estar i va passar per la ubicació actual de la ciutat.
Després del 271 amb la retirada de l'exèrcit romà, la ciutat va quedar en zona d'influència llatina principalment a causa de la implicació de Constantí el Gran a Oltènia que volia posar sota el govern Imperial. La importància de mantenir aquesta zona sota el control romà va derivar en la decisió de construir un segon pont sobre el Danubi, entre la moderna Corabia (llavors Sucidava) i la ciutat búlgara de Gigen. Feia més de 2400 metres de longitud, un dels més llargs de tots els temps.
Aquest territori estava sota el govern de Litovoi, un voivoda valac (aromanès) al segle xiii; el seu territori comprenia l'Oltènia del nord. És esmentat per primera vegada en un diploma expedit pel rei Béla IV d'Hongria (1235-1270) el 2 de juliol de 1247. En 1277 (o entre 1277 i 1280), Litovoi estava en guerra amb els hongaresos per les terres que el rei Ladislau IV d'Hongria (1272-1290) reclamava per la corona, però per a les quals Litovoi es va negar a pagar tribut. Litovoi va morir en la batalla.
La primera referència escrita de la ciutat apareix en un document que data del 23 de novembre de 1406 en una ordre signada per Mircea cel Batran. Des de 1497, la ciutat va ser la seu del comtat de Gorj.
Constantin Brâncuși, que havia viscut aquí de jove, va ser l'encarregat de contribuir a un monument en memòria dels combatents de la Primera Guerra Mundial, anomenat Calea Eroilor / Carrer dels Herois i que es va acabar l'any 1938. Aquest conjunt monumental i les seves grans escultures són ara les principals atraccions turístiques de Târgu Jiu: La Taula del silenci, La Porta del petó, i La Columna de l'infinit. Aquesta última es mostra en la secció del mig de l'escut d'armes de la ciutat.
En la dècada de 1950, l'alcalde Comunista va planificar la demolició de l'obra de Brâncuși per considerar-lo un "burgès" de l'art. El pla no es va dur a terme.
A partir de la dècada de 1960, el carbó de mines en superfície va contribuir al ràpid creixement de la població. Altres de les indústries locals inclouen la fusta, la maquinària de construcció, tèxtils, vidre, i materials de construcció (ciment, maons i rajoles).
En 1992, la universitat va ser fundada i nomenada per Brâncuși. Constantin Brâncuși té quatre obres d'art exposades a la ciutat.

## Escut d'armes
L'Escut d'Armes de Târgu Jiu consisteix en un Escut amb set torres. En el centre de l'Escut es troba la representació de l'obra de Constantin Brâncuși Columna Interminable, un símbol de l'art i la cultura romanesa. Als costats de la dreta i l'esquerra de l'escut es troba un lleó d'or amb una espasa negre "guardant" la columna. El Lleó és el símbol antic de Oltènia, originat de l'emblema de la legió romana d'aquesta zona, la Legió XIII Gemina; representa la valentia i l'esperit combatiu dels habitants de la ciutat.

## Barris
- 9 de Maig (el barri més gran)
- 23 d'agost
- Lido
- Torn
- LPS la Rafaila
- Minerilor
- Abator
- Alexandru Ioan Cuza
- Zona Piața Mică
- Victoriei 2
- Gară
- Pandurașul
- Victoriei
- Centru
- Unirii
- Zona Piata Mare
- Grivitei
- 1 Mai Armilla
- Debarcader
- CAM
- ACH
- Meteor
- Primaverii
- Dragoieni
- Romanès
- Luncilor
- Bicaz
- Barsesti-Slobozia
- Vadeni
- Artego

## Població
- 1889: 4.076 habitants
- 1900: 6.634 habitants
- 1940: 26.634 habitants
- 2002: 96.641 habitants
- 2011: 80.548 habitants

Al cens de 2011, 78.553 habitants vivien dins els límits de la ciutat: 96,29% eren romanesos (75,640 persones), el 3,41% Gitanos o Romanis (2.683 persones) i el 0,20% d'altres.

## Galeria

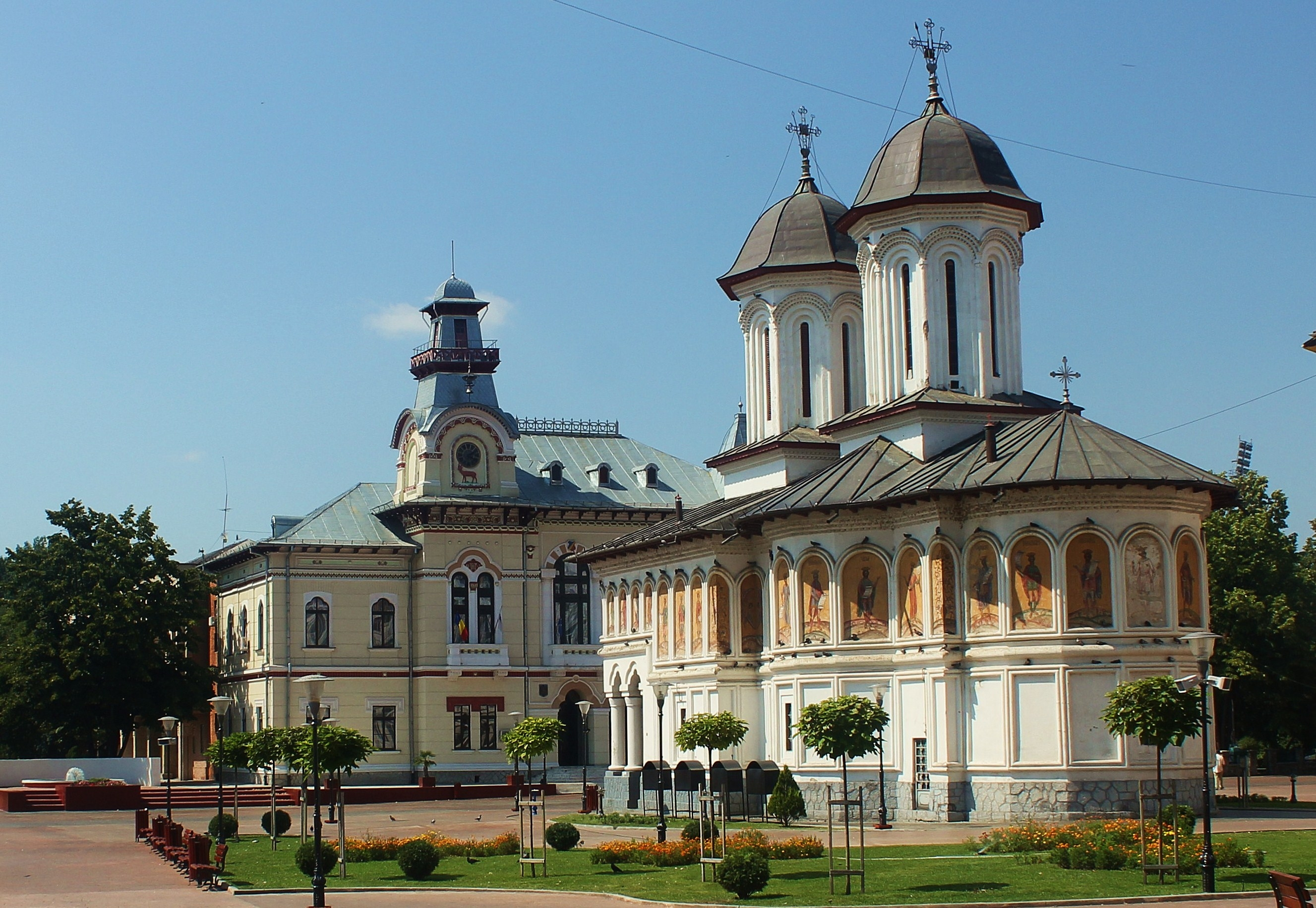
Sant Voivodes Església i Gorj Comarca Prefectura
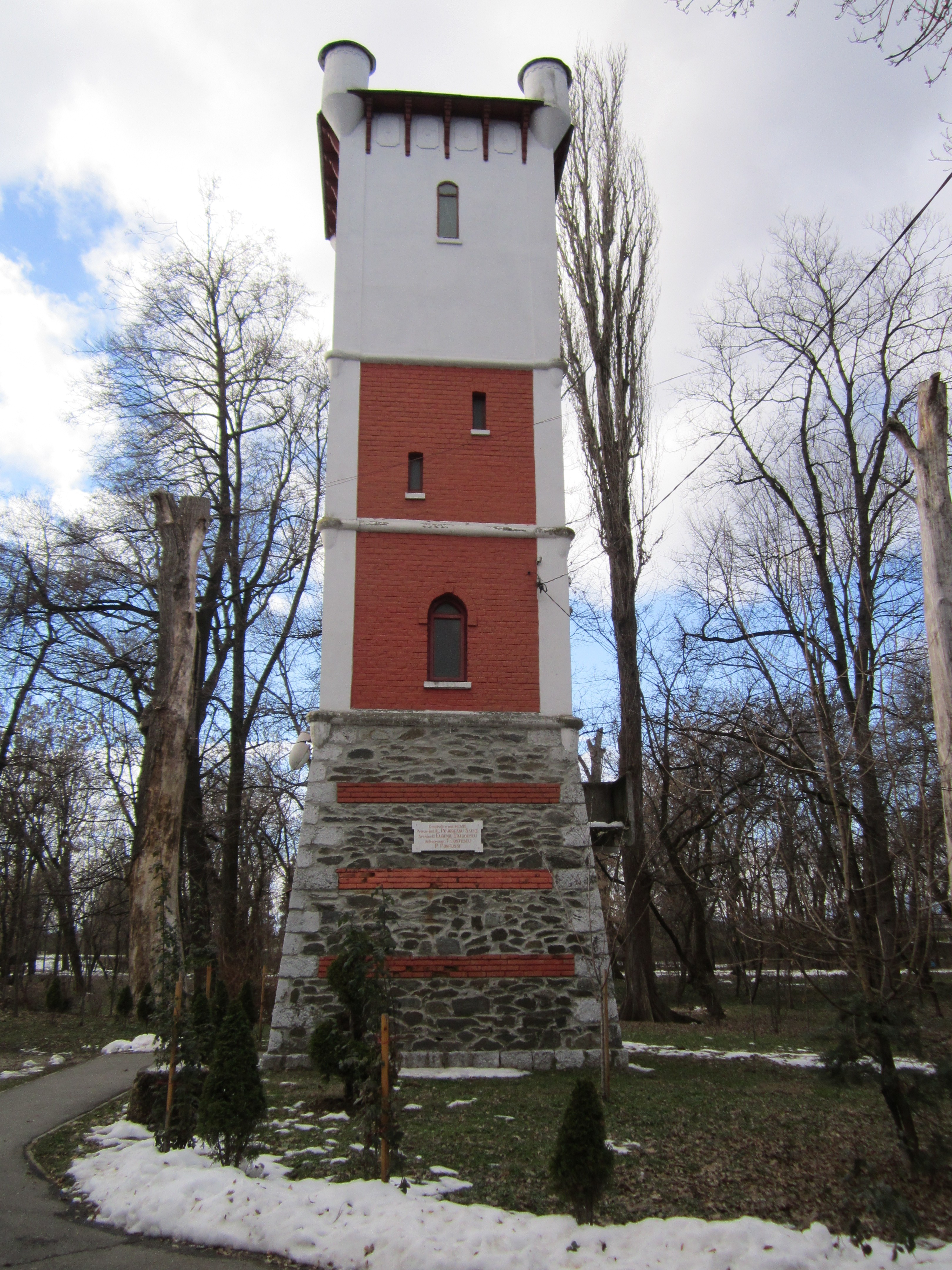
Parc Central
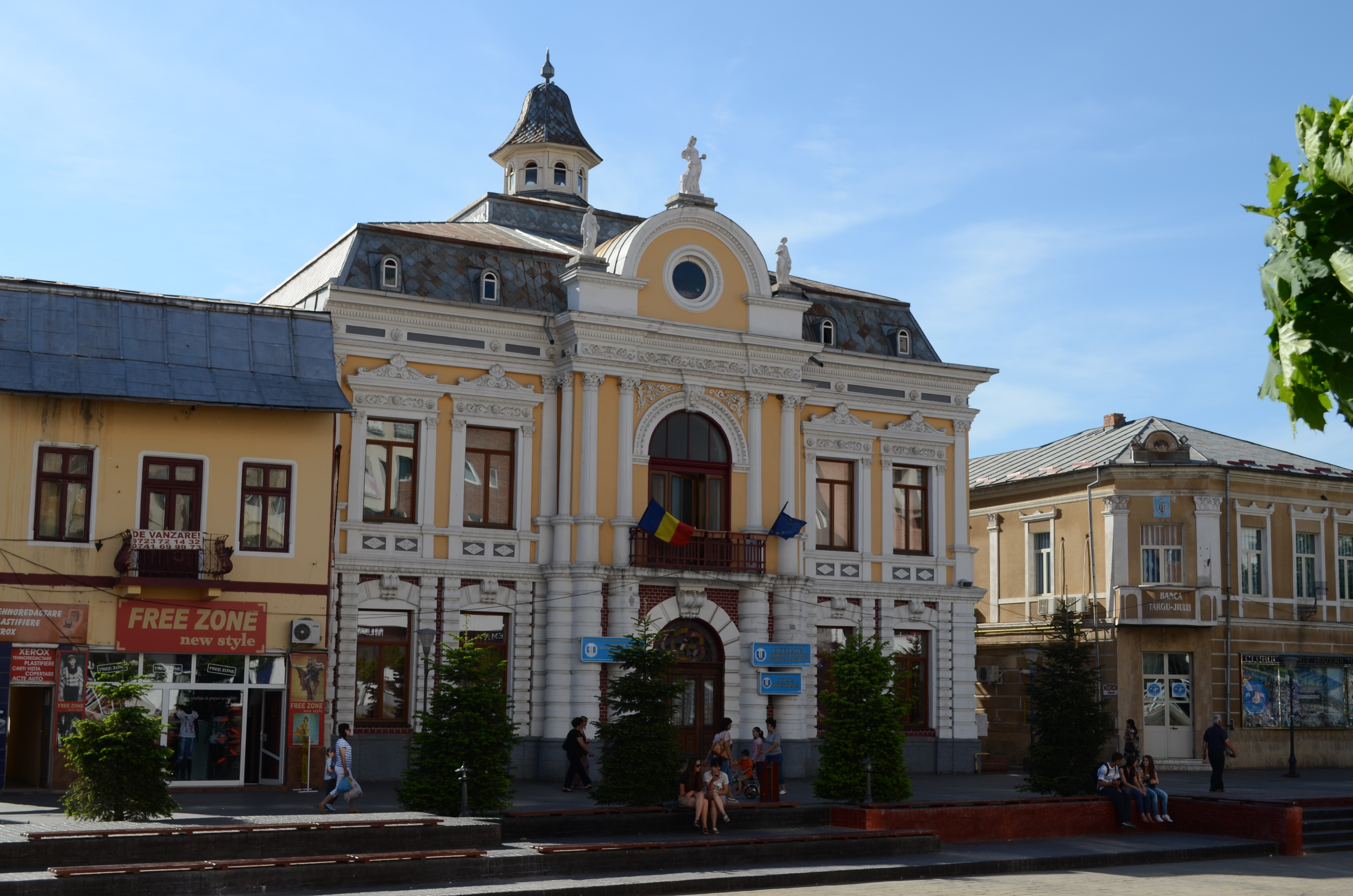
Palau de Finances, avui Constantin Brâncuși Universitat
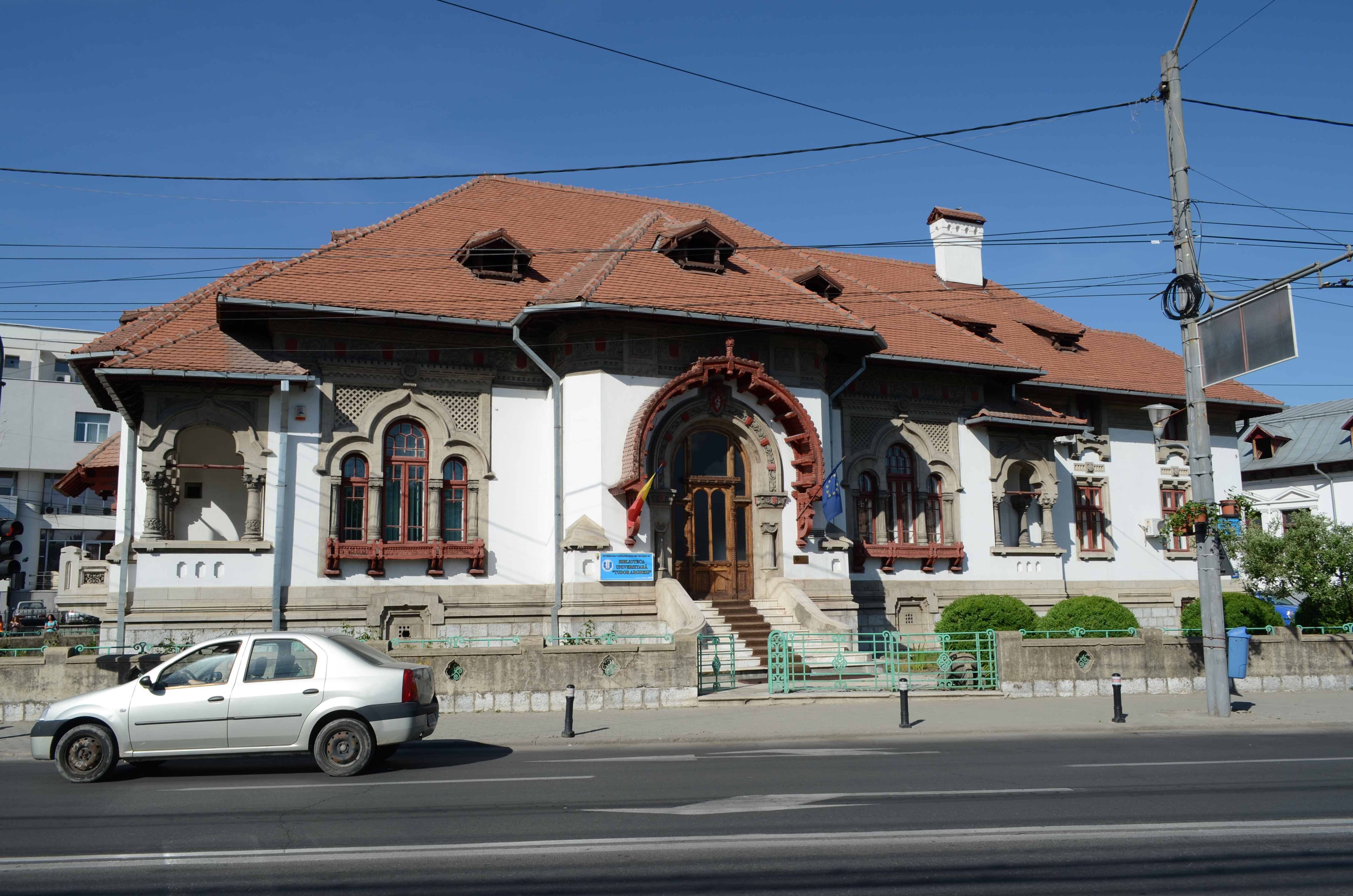
Tudor Arghezi Biblioteca

## Les ciutats agermanades
- Noci, Itàlia
- Lauchhammer, Alemanya
- Yambol, Bulgària
- Pendik, Turquia

## Nadius
- Còrnia Brăiloiu, estadista valac del segle xvii
- Ioan Culcer, general
- Adrian Ioana, matemàtic
- Grigore Iunian, polític
- Mihail Lascăr, general
- Horațiu Mălăele, actor
- Sergiu Nicolaescu, actor i director de cinema
- Alexandru Ștefulescu, historiador
- Ecaterina Teodoroiu, militar heroïna de la Primera Guerra Mundial
- Vlad Voiculescu, neurocirgià, membre de l'Acadèmia Romanesa